# Culex maxi
Culex maxi är en tvåvingeart som beskrevs av Dyar 1928. Culex maxi ingår i släktet Culex och familjen stickmyggor. Inga underarter finns listade i Catalogue of Life.